# Moment magnètic de l'electró
En física atòmica, el moment magnètic de l'electró, o més concretament el moment dipolar magnètic de l'electró, és el moment magnètic d'un electró resultant de les seves propietats intrínseques d'espín i càrrega elèctrica. El valor del moment magnètic de l'electró (símbol μe) és −9.284764 7043(28)×10−24 J⋅T−1. En unitats del magnetó de Bohr (μB), és −1,00115965218059(13) μB, un valor que es va mesurar amb una precisió relativa d'1,3×10−13.

## Moment magnètic d'un electró
L'electró és una partícula carregada amb càrrega e, on e és la unitat de càrrega elemental. El seu moment angular prové de dos tipus de rotació: gir i moviment orbital. A partir de l'electrodinàmica clàssica, una distribució rotativa de càrrega elèctrica produeix un dipol magnètic, de manera que es comporta com un imant de barra minúscula. Una conseqüència és que un camp magnètic extern exerceix un parell sobre el moment magnètic de l'electró que depèn de l'orientació d'aquest dipol respecte al camp.
Si l'electró es visualitza com un cos rígid clàssic en què la massa i la càrrega tenen idèntica distribució i moviment que gira al voltant d'un eix amb moment angular L, el seu moment dipolar magnètic μ ve donat per:{\displaystyle {\boldsymbol {\mu }}={\frac {-e}{2m_{\text{e}}}}\,\mathbf {L} \,,}on m e és la massa en repòs de l'electró. El moment angular L en aquesta equació pot ser el moment angular de spin, el moment angular orbital o el moment angular total. La relació entre el moment magnètic d'espín real i el previst per aquest model és un factor adimensional ge, conegut com a factor g de l'electró:{\displaystyle {\boldsymbol {\mu }}=g_{\text{e}}\,{\frac {(-e)}{~2m_{\text{e}}~}}\,\mathbf {L} \,.}És habitual expressar el moment magnètic en termes de la constant de Planck reduïda ħ i el magnetó de Bohr μB:
{\displaystyle {\boldsymbol {\mu }}=-g_{\text{e}}\,\mu _{\text{B}}\,{\frac {\mathbf {L} }{\hbar }}\,.}Com que el moment magnètic es quantifica en unitats de μB, corresponentment el moment angular es quantifica en unitats de ħ.

### Moment dipolar magnètic de gir
El moment magnètic de spin és intrínsec per a un electró. És{\displaystyle {\boldsymbol {\mu }}_{\text{s}}=-g_{\text{s}}\,\mu _{\text{B}}\,{\frac {~\mathbf {S} ~}{\hbar }}\,.}Aquí S és el moment angular de spin de l'electró. El factor d'espin g és aproximadament dos: {\displaystyle g_{\text{s}}\approx 2} . El factor de dos indica que l'electró sembla ser el doble d'efectiu per produir un moment magnètic que un cos carregat per al qual les distribucions de massa i càrrega són idèntiques.

Model clàssic del moment angular de l'electró L i del moment magnètic orbital µ

### Moment dipolar magnètic orbital
La revolució d'un electró al voltant d'un eix a través d'un altre objecte, com el nucli, dona lloc al moment dipolar magnètic orbital. Suposem que el moment angular del moviment orbital és L Aleshores el moment dipolar magnètic orbital és

### 

Model clàssic del moment angular de l'electró L i del moment magnètic orbital

### Moment dipolar magnètic total
El moment dipolar magnètic total resultant tant del moment angular de l'espín com de l'orbital d'un electró està relacionat amb el moment angular total J mitjançant una equació similar:{\displaystyle {\boldsymbol {\mu }}_{\text{J}}=-g_{\text{J}}\,\mu _{\text{B}}\,{\frac {~\mathbf {J} ~}{\hbar }}\,.}El factor g gJ es coneix com a factor g de Landé, que es pot relacionar amb gL i gS per mecànica quàntica. Vegeu Landé g-factor per a més detalls.

## Exemple: àtom d'hidrogen
Per a un àtom d'hidrogen, un electró que ocupa l'orbital atòmic Ψ n,ℓ,m, el moment dipolar magnètic ve donat per{\displaystyle \mu _{\text{L}}=-g_{\text{L}}{\frac {\mu _{\text{B}}}{\hbar }}\langle \Psi _{n,\ell ,m}|L|\Psi _{n,\ell ,m}\rangle =-\mu _{\text{B}}{\sqrt {\ell (\ell +1)}}.}Aquí L és el moment angular orbital, n, ℓ i m són els nombres quàntics principals, azimutals i magnètics respectivament. La component z del moment dipolar magnètic orbital per a un electró amb un nombre quàntic magnètic mℓ ve donada per
{\displaystyle ({\boldsymbol {\mu }}_{\text{L}})_{z}=-\mu _{\text{B}}m_{\ell }.}